# Marat Shogenov
Bản mẫu:Eastern Slavic name
Marat Zalimgeriyevich Shogenov (tiếng Nga: Марат Залимгериевич Шогенов; sinh ngày 26 tháng 8 năm 1984 ở Nalchik) là một cầu thủ bóng đá người Nga. Hiện tại anh thi đấu cho FC Avangard Kursk.

## Danh hiệu
- Russian Second Division, Zone Ural-Povolzhye best player: 2010.
- Russian Second Division, Zone Ural-Povolzhye best midfielder: 2008,[1] 2009,[2] 2010.[3]
- Giải bóng đá Quốc gia Nga player of the month: tháng 8 năm 2015.[4]